# حمله به مسجد در محاسن
حمله مسجد محاسن در تاریخ ۲۹ ژانویه ۲۰۱۶ به مسجد امام رضا در شهر المبرز، شهرستان احساء عربستان سعودی انجام شده است.
این حمله که توسط داعش انجام شده است باعت کشته شدن ۵ نفر و زخمی شدن ۱۸ نفر دیگر شده است.